# Кюэлас
Кюэла́с (фр. Cuélas) — коммуна во Франции, находится в регионе Юг — Пиренеи. Департамент — Жер. Входит в состав кантона Масёб. Округ коммуны — Миранд.
Код INSEE коммуны — 32114.

## География

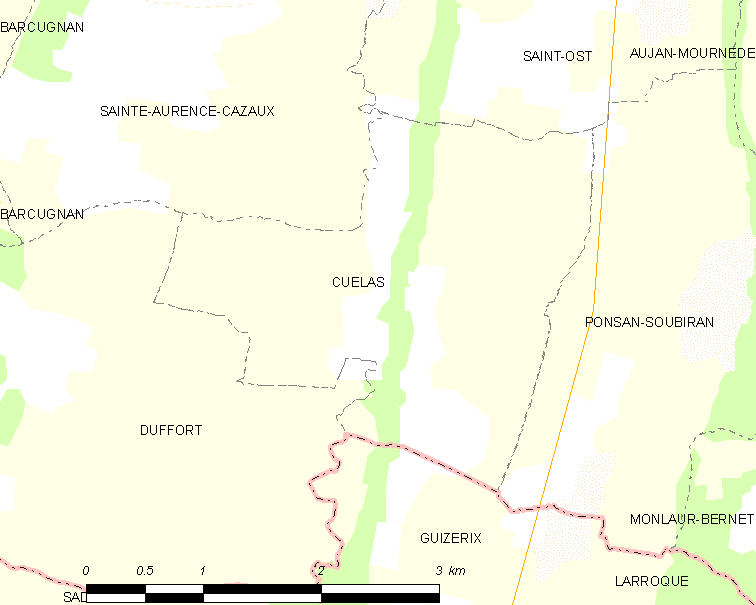
Карта коммуны

Коммуна расположена приблизительно в 630 км к югу от Парижа, в 85 км западнее Тулузы, в 35 км к югу от Оша.
По территории коммуны протекает река Баизоль.

## Климат
Климат умеренно-океанический. Лето жаркое и немного дождливое, температура часто превышает 35 °С. Зимой часто бывает отрицательная температура и ночные заморозки. Годовое количество осадков — 700—900 мм.

## Население
Население коммуны на 2010 год составляло 107 человек.
| 1962 | 1968 | 1975 | 1982 | 1990 | 1999 | 2010 |
| ---- | ---- | ---- | ---- | ---- | ---- | ---- |
| 150  | 152  | 137  | 126  | 120  | 106  | 107  |

## Администрация
| Период | Период | Фамилия        | Партия                    | Примечания |
| ------ | ------ | -------------- | ------------------------- | ---------- |
| 2001   | 2020   | Кристиан Дюпра | Союз за народное движение |            |

## Экономика
В 2010 году среди 64 человек трудоспособного возраста (15-64 лет) 44 были экономически активными, 20 — неактивными (показатель активности — 68,8 %, в 1999 году было 72,9 %). Из 44 активных жителей работали 39 человек (23 мужчины и 16 женщин), безработных было 5 (1 мужчина и 4 женщины). Среди 20 неактивных 7 человек были учениками или студентами, 10 — пенсионерами, 3 были неактивными по другим причинам.